# 解析接続
解析学において、解析接続 (かいせきせつぞく、英: analytic continuation) とはリーマン球面 C 上の領域で定義された有理型関数に対して定義域の拡張を行う手法の一つ、あるいは、その拡張によって得られた関数のことである。

## 定義
ここでは、有理型関数の解析接続を定義する。正則関数に限って定義することもあるが、有理型関数は、分母分子ともに正則関数である分数で表されるような関数なので、有理型関数の解析接続の定義は、正則関数の解析接続の定義も含んでいる。正則関数で定義する場合はローラン級数の代わりに、 テイラー級数を用いる。

### 関数要素

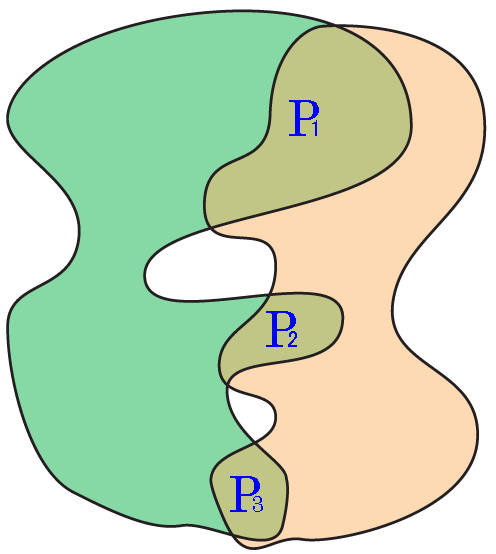
二つの領域の共通部分の連結成分は一つとは限らない。一般に、どの重なりを用いて直接接続を行うかで、解析接続は異なる。

リーマン球面 C の領域 D において定義された有理型関数 f(z) は任意の w ∈ D においてローラン展開が可能であり k を整数として
{\displaystyle f_{w}(z)=\sum _{n=k}^{\infty }a_{n}(z-w)^{n}}
という級数と同一視できる。
z ∈ D が fw(z) の収束円内にあるとき f(z) = fw(z) である。
fw(z) を w を中心とする f(z) の関数要素 (function element) という。 w = ∞ （無限遠点）の時は y = 1/z として、変数を y に取り替えて級数展開を行うものとする。
領域 D において定義された有理型関数 f(z), g(z) があり、ある一点 w ∈ D において f(z) と g(z) の関数要素が一致するとき、一致の定理により領域 D 全体でこの2つの関数は一致する。
この事実によって、解析接続がうまく定義される。関数要素という言葉はワイエルシュトラスによるもので、元々は、収束冪級数と収束円の組として定義されている。関数要素とは収束冪級数だけでなく、それが定義されている領域との組み合わせで意味を持つ。この領域の張り合わせによって、解析接続というものが実現できるのである。

### 解析接続
fm(z) は、複素平面の領域 Dm を定義域とする有理型関数とする。
D1 ∩ D2 が空でないとし、その連結成分の一つ P1 を取る。 f1 と f2 の w ∈ P1 での関数要素が等しいとき、 連結成分 P1 全体で f1(z) ≡ f2(z) となる。このとき f2(z) を f1(z) の  直接解析接続 (direct analytic continuation) あるいは単に 直接接続 (direct continuation) という。
D1 ∩ D2 は単連結とは限らず、複数の連結成分よりなっていることもあり、直接接続は連結成分 P1 の選び方に依存する。
有理型関数 f1(z) に対し、 f1(z) の直接接続 f2(z) を取り、 f2(z) の直接接続 f3(z) を取り、 … と順に直接接続を取ってできる有理型関数の列
f1(z), f2(z), f3(z), …
のことを解析接続 (analytic continuation) といい、その集合
{fn(z)|n∈N}
を 解析関数 (analytic function) という。一般に直接接続の選び方によってできあがる解析接続は異なる。

## 例

等比級数とそれの解析接続を複素平面上で可視化したもの。左図の水色点はsを表しており、水色の円形領域は級数 skの収束半径を示している。
右図の連結した黄線は、 skの有限和 skにおいて、n=0からn=20までの値をプロットし、それを繋いだものである。緑点は1/1−sを表している。 sが収束半径内にあるとき、有限和の値は1/(1-s)に吸い込まれる螺旋状に変化することがわかる。sが収束半径外にあるとき、有限和の値は中心を1/(1-s)として外側に広がる螺旋状に変化することがわかる。

※　以下の説明においてi は虚数単位とする。
複素数 z を変数とし、無限級数によって定義される関数
{\displaystyle f_{0}(z)=\sum _{n=0}^{\infty }z^{n}=1+z+z^{2}+\cdots }
を考える。この関数は、収束半径が 1 であり
{\displaystyle g(z)={\frac {1}{1-z}}}
に収束する。すなわち |z| < 1 の時に g(z) に収束する。
しかしながら、 g(z) は z≠1 において定義され、 f0(z) と定義域が異なることが分かる。
※　以下では見通しをよくするために g(z) と級数を比べながら説明するが、普通は解析接続を用いるときに g(z) のように定義域の広い関数はわかっていない。
ここで、 g(z) を f0(z) の収束円内の点 z = − 1/2 を中心にテイラー展開してみれば
{\displaystyle f_{-{1 \over 2}}(z)=\sum _{n=0}^{\infty }\left({2 \over 3}\right)^{n+1}\left(z+{1 \over 2}\right)^{n}={2 \over 3}+{4 \over 9}\left(z+{1 \over 2}\right)+{8 \over 27}\left(z+{1 \over 2}\right)^{2}+\cdots }
であり、その収束半径は (3/2) であるので |z +(1/2) | < (3/2) において定義できることになる。つまり、 f(z) から f−(1/2)(z) に取り替えることによって定義域を拡げられることがわかる。さらに z = − 1, − 2, … でのテイラー展開を考えることにより定義域を拡げていくことができる。この操作により定義域を拡げていけば 実部 Re(z) が 1 より小さい任意の z に関して、適当な無限級数をとればその値を定義できることが分かる。
さらに z = (1 + i)/2 における g(z) のテイラー展開
{\displaystyle f_{1+i \over 2}(z)=\sum _{n=0}^{\infty }(1+i)^{n+1}\left(z-{1+i \over 2}\right)^{n}}
{\displaystyle =1+i+2i\left(z-{1+i \over 2}\right)-2(1-i)\left(z-{1+i \over 2}\right)^{2}-4\left(z-{1+i \over 2}\right)^{3}-\cdots }
を考えると収束半径は 1/√2 である。 O(a,r) によって、 a を中心とする半径 r の開円板を表すことにすると f0 は O(0,1) において定義され、 f(1+i)/2 は O((1+i)/2,1/√2) において定義されていることになる。この 2つの開円板の共通部分では f0(z) = f(1+i)/2(z) であり
{\displaystyle h(z)={\begin{cases}f_{0}(z)&\left(z\in O\left(0,1\right)\right),\\f_{1+i \over 2}(z)&\left(z\in O\left({1+i \over 2},1\right)\right)\end{cases}}}
という関数を定義できる。この h(z) は、共通部分では f0(z) = f(1+i)/2(z) の値を取り、それ以外では、定義されている方の関数の値を取る関数である。これは  Re(z) = 1 という線を越えて、 f0 の定義域を拡げることができることを意味している。このように級数で表現でき、定義域が異なるが、共通部分では同じ値を取る関数を用いて定義域を拡げていく手法、あるいは、 f0(z)に対して 上で与えたような h(z) のように定義域を拡げた関数のことを解析接続という。

## 曲線に沿った解析接続

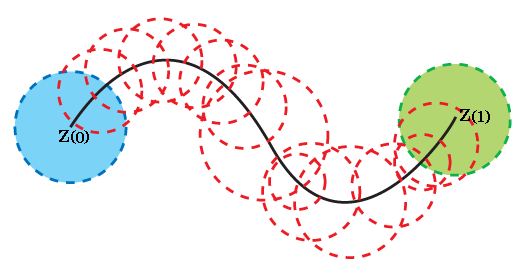
左の青い領域で定義された関数要素が、右の緑の領域で定義される関数要素まで曲線に沿って解析接続される

リーマン球面 C 上の点 a, b を結ぶ曲線、すなわち
φ : [0,1] → C
φ(0) = a, φ(1) = b
という連続関数を考え、この曲線上の全ての点に関数要素を与える。与え方は無数にあるが、任意の t0 ∈ [0,1] および、ある正の実数 ε > 0 に対して |t − t0| ≤ ε を満たす t ∈ [0,1] における関数要素が t0 を中心とする関数要素の直接接続となるように各点に関数要素を与える。
要は十分近い点で定義されている関数要素同士は、互いに直接接続となるように定めるということである。
このような関数要素の族を与えることが可能なとき、a を中心とする関数要素はこの曲線に沿って解析接続可能 (analytically continuable) であるという。曲線を定めると、その曲線に沿った解析接続は一意に決まる。
要は、与えられた曲線上に中心を持つ関数要素を次々と取っていくことで曲線に沿った解析接続ができる。
a を中心とする関数要素 fa(z) が与えられたとき、 a を始点とするあらゆる連続曲線を考え、それらの曲線に沿った解析接続を行って得られる関数をワイエルシュトラスの解析関数という。
2つの曲線 φ0(t) と φ1(t) がホモトープであり、そのホモトピーが
H(s,t): [0,1] × [0,1] → C
H(0,t) = φ0(t) ,H(1,t) = φ1(t)
を満たすとする。任意の (s,t) ∈ [0,1] × [0,1] に対し、 関数要素 F(s,t)(z) が定められ、この関数要素の集合は、ホモトピーで s を任意に固定して得られる曲線 
φs(t) = H(s,t)
に沿った解析接続になっているとする。適当な H(0,0) の近傍で F(0,0)(z) = F(s,0)(z) (s ∈ [0,1]) であるならば、H(0,1) の適当な近傍を取ると F(0,1) =  F(1,1) となり終点で値が一致する。

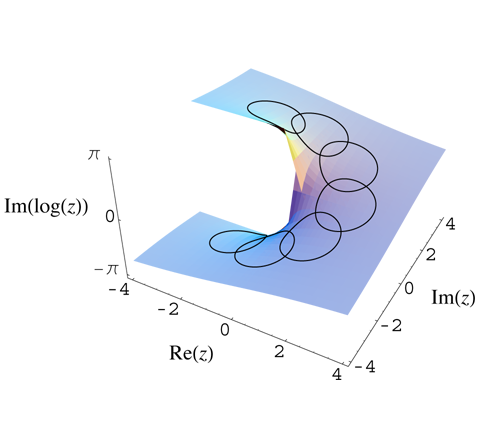
複素平面から負実数閉半直線をのぞいた領域上での自然対数の解析接続の虚部

このようなホモトピーと関数要素の集合が取れない場合は、ワイエルシュトラスの解析関数は一般に多価関数となる。つまり、「関数の定義域」S に穴（特異点）があるとき一般には経路の連続変形の際にそこを無視できず、ホモトープでない曲線同士では、解析接続をしていっても同じ関数要素に辿り着くとは限らない。たとえば自然対数を
{\displaystyle \log t:=\int _{1}^{t}{1 \over z}dz}
で定義するとき、z = 0 の部分は特異点となりこのような関数要素はとることができない。この積分は 1 から t へ到る曲線を与えることによってその値が定まる。 z = 0 を通らない z = 1 を始点とする曲線をいろいろ考えることによって得られる解析関数は多価関数となり、対数関数は複素数の範囲では多価関数になるという事実に対応している。

## 自然な境界（自然境界）
べき級数が収束半径 r を持ち、この円板内で解析函数 f を定義すると仮定する。いま収束円の上の点（円周上の点）を考えて、その点のある近傍に於いて f を解析接続できる場合はその点を正則 (regular)、そうでない場合には特異と呼ぶ。円のすべての点が特異であればその円（円周）は自然な境界である。
より一般には、ｆ が解析的である任意の連結な開領域に対して定義を拡張し領域の境界上の点を正則と特異に分類する。領域の境界の点がすべて特異であればそれは自然な境界であり、そのような領域は正則領域である。

## 関連文献
- 大沢健夫：「解析接続の問題に現れる解析と幾何」